# Harley Earl

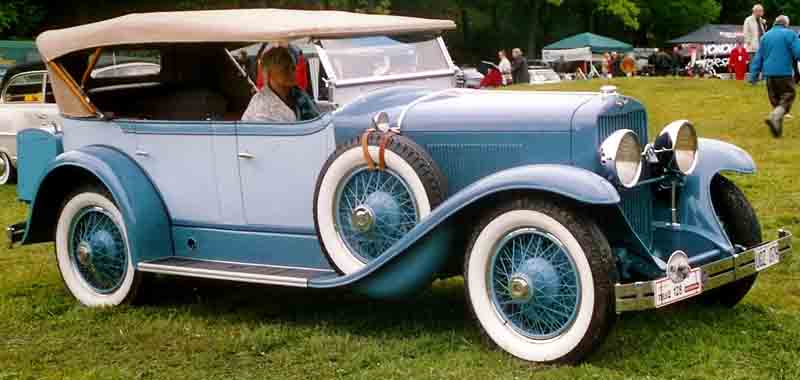
LaSalle faetón de 1928

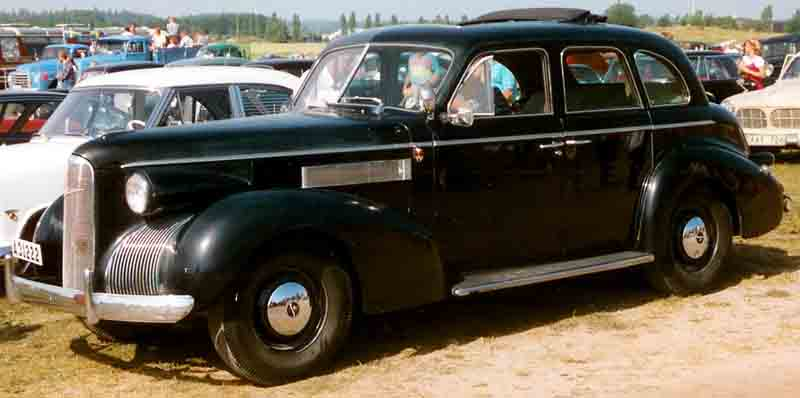
La Salle Series 4 puertas Touring Sedan (1939)

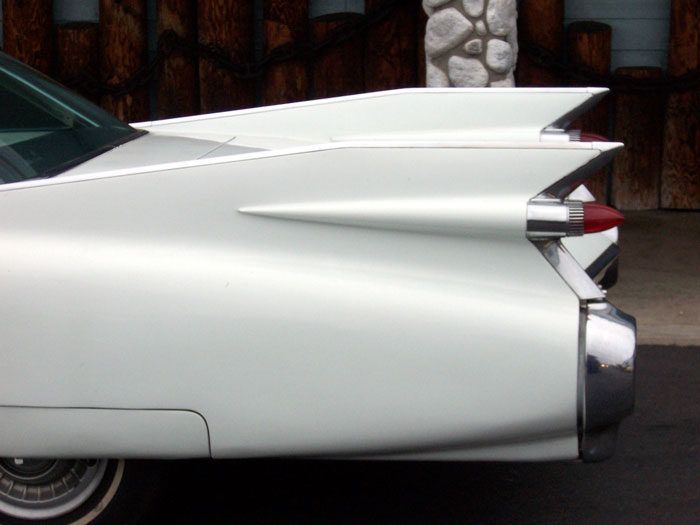
Vista de un Cadillac estilo tailfin (1959)

Harley J. Earl (22 de noviembre de 1893 - 10 de abril de 1969) fue un diseñador automovilístico, ingeniero y diseñador industrial estadounidense, conocido por su trayectoria al frente del diseño de los modelos de General Motors, donde trabajó desde 1927 hasta 1959. Creador de la elegante imagen de la gama LaSalle, es considerado el padre del Chevrolet Corvette. También es recordado por la popularización del estilo "tailfin" (introduciendo unas grandes aletas longitudinales traseras, inspiradas en las de los aviones) que dominó el diseño de los automóviles en la década de 1950 y principios de 1960.

## Primeros años
Harley Earl nació en Hollywood. Su padre, J. W. Earl, comenzó a trabajar como carrocero en 1889, dedicándose a la fabricación personalizada de carrocerías, piezas y accesorios para automóviles a partir de 1908, cuando fundó Earl Automobile Works.
El joven Earl comenzó sus estudios en la Universidad Stanford, pero abandonó su formación prematuramente para trabajar y aprender de su padre en el negocio familiar. En ese momento, el taller estaba construyendo carrocerías personalizados para estrellas de cine de Hollywood, como Roscoe "Fatty" Arbuckle y Tom Mix.

## Trayectoria en General Motors
Earl Automotive Works fue comprada por el distribuidor de Cadillac Don Lee, quien mantuvo a Harley Earl como director de su taller de carrocerías personalizadas.
Lawrence P. Fisher, gerente general de la división Cadillac, estaba visitando concesionarios y distribuidores de la marca por todo el país, y conoció a Earl en el concesionario de Lee, donde observó su trabajo. Fisher, cuya carrera automotriz comenzó con el carrocero Fisher Body, quedó impresionado con los diseños y métodos de Earl, incluido el uso del modelado en arcilla para desarrollar las formas de sus diseños.
Fisher encargó a Earl que diseñara el LaSalle de 1927 para la marca acompañante de Cadillac. El éxito del LaSalle convenció al presidente de General Motors, Alfred Pritchard Sloan, de crear la Sección de Arte y Color de General Motors y de nombrar a Earl como su primer director.
Antes del establecimiento de la Sección de Arte y Color, los fabricantes de automóviles estadounidenses no daban gran importancia a la apariencia de las carrocerías de sus automóviles. Sus carrocerías estaban diseñadas por ingenieros, guiados tan solo por la funcionalidad y el costo. Muchos fabricantes de automóviles de lujo, incluida GM, inicialmente no fabricaban carrocerías, optando por enviar los conjuntos de chasis a un carrocero de la elección del comprador.
Los ejecutivos de General Motors en ese momento, incluidos ingenieros, jefes de división y ejecutivos de ventas, veían las ideas conceptuales de Earl como extravagantes y sin fundamento. Pero Earl luchó por legitimar su enfoque de diseño frente a los ejecutivos orientados a la tradición y la producción. Como jefe de la recién formada Sección de Arte y Color en 1927, inicialmente se le conocía como uno de los "chicos guapos de la dirección", y su estudio de diseño como el "Salón de Belleza".
En 1937, la Sección de Arte y Color pasó a llamarse Sección de Estilo. Sloan finalmente ascendió a Earl a vicepresidente, convirtiéndolo en el primer estilista en ser vicepresidente de una gran corporación. Después de principios de la década de 1930, Earl rara vez dibujaba bocetos o diseñaba por sí mismo, y por lo general actuaba como un jefe supremo que supervisaba a los estilistas de GM, aunque mantendría la máxima autoridad sobre el departamento de estilismo hasta su jubilación.
Harley Earl y Sloan implantaron la "Obsolescencia dinámica" (esencialmente, un sinónimo de obsolescencia programada) y el "Cambio de modelo anual", vinculando la identidad del modelo a un año específico, para posicionar aún más el diseño como un impulsor del éxito del producto de la empresa. Al mismo tiempo, Earl tuvo cuidado de no apartarse demasiado radicalmente del estilo del año anterior para mantener una apariencia de continuidad. Esta práctica también aseguró que los automóviles GM usados tuvieran los valores de reventa más altos de cualquier marca automotriz estadounidense. También evitó las elecciones de estilo extremas o radicales que se volverían obsoletas rápidamente y alienarían a los clientes de mentalidad conservadora. Estas ideas se dan en gran medida por sentadas hoy en día, pero eran inusuales en aquel momento.

### Buick Y-Job

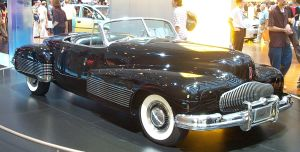
Buick Y-Job

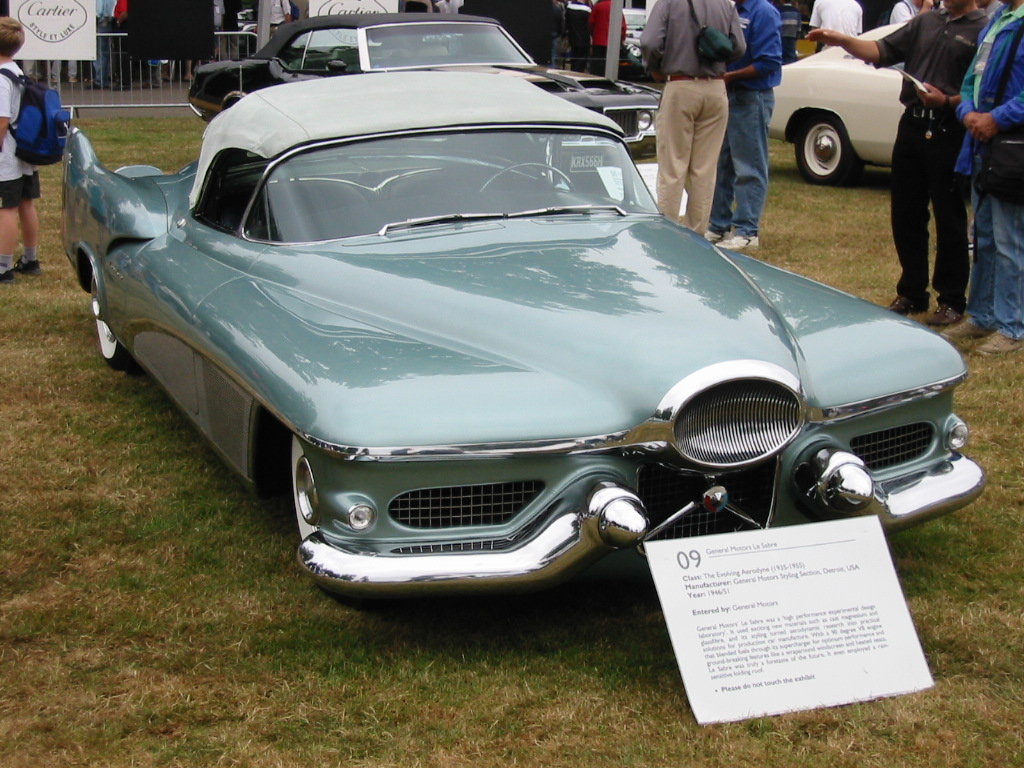
General Motors Le Sabre (1951)

En 1939, la División de Estilismo, siguiendo las instrucciones de Earl, diseñó y construyó el Buick Y-Job, el primer prototipo de automóvil de la industria del motor. Si bien antes se habían fabricado muchos automóviles personalizados únicos, el Y-job fue el primer automóvil construido por un fabricante en masa con el único propósito de determinar la reacción del público a las nuevas ideas de diseño. Después de mostrarse al público, el "Y-Job" pasó a ser utilizado a diario por el propio Earl. Fue sucedido por el prototipo Le Sabre en 1951.

### Investigación sobre el camuflaje
En 1942, durante la Segunda Guerra Mundial, Earl estableció en General Motors una división de investigación sobre camuflaje, generando un "Manual de camuflaje" de 22 páginas. Una década antes, dos ex artistas que estudiaron el camuflaje durante la Primera Guerra Mundial, Harold Ledyard Towle (miembro del ejército de los EE. UU.) y McClelland Barclay (que creó los anuncios de Fisher Body y que contribuyó al camuflaje de la Marina de los EE. UU. durante las dos guerras mundiales) habían trabajado como diseñadores en General Motors. Entre los aprendices de Earl se encontraba el diseñador inglés David Jones, quien trabajó en Vauxhall Motors, la división británica de GM, y sirvió en la sección de camuflaje de los Ingenieros Reales durante la Segunda Guerra Mundial.

### Aletas traseras

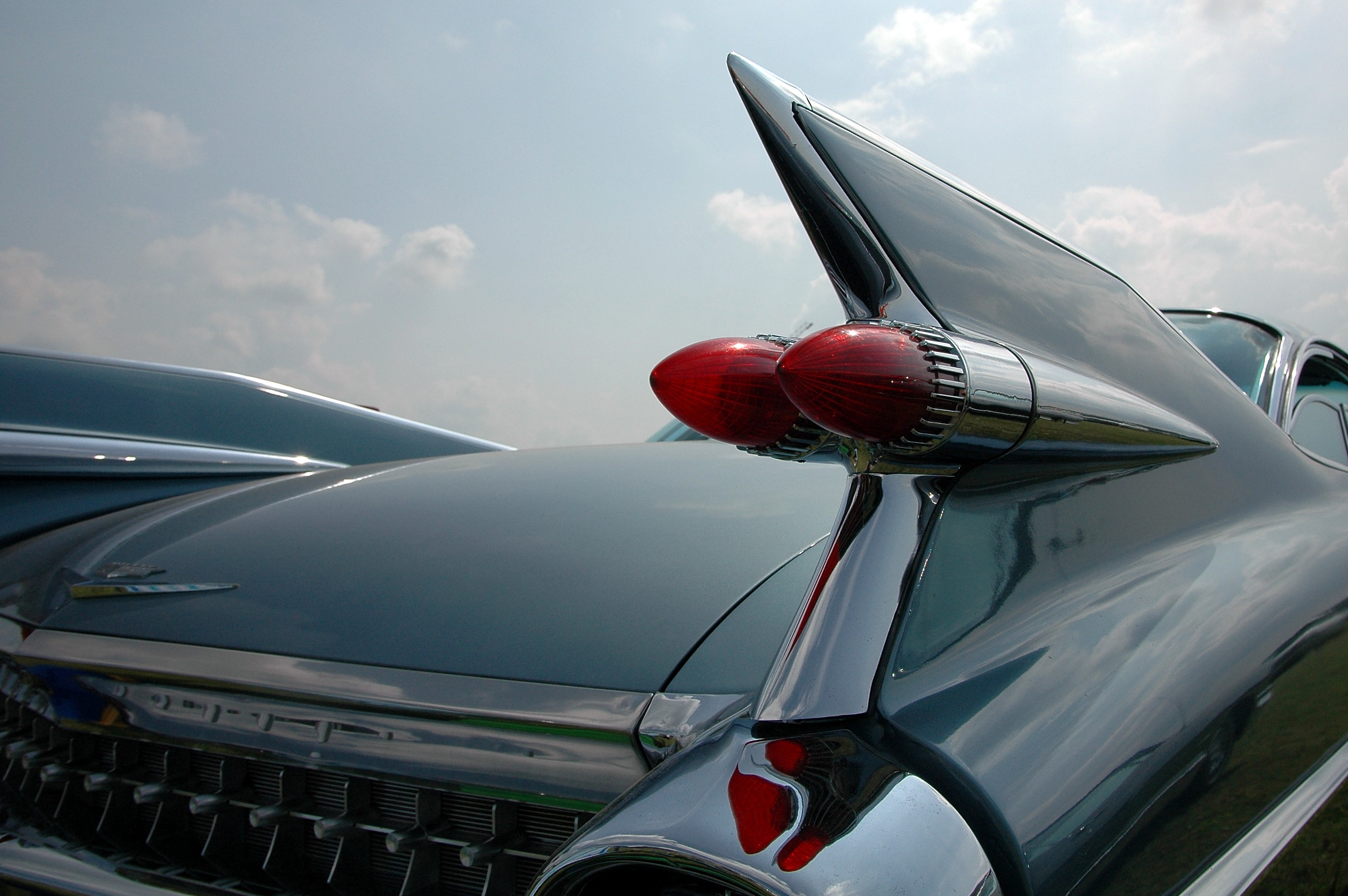
Aleta trasera de un Cadillac (1959)

Harley Earl autorizó el diseño de Frank Hershey para el Cadillac de 1948, que incorporó las primeras aletas traseras en un automóvil. Muchos de los nuevos coches de 1948-49, como los Hudson, Nash y Lincoln, adoptaron el estilo fastback o "bañera". Aunque Earl consideró esta posibilidad para Cadillac, finalmente decidió no hacerlo y optó por una apariencia más amplia, inspirada en los aviones. Esta decisión resultaría acertada, ya que el estilo de la bañera, un concepto arraigado en las tendencias de diseño de finales de la década de 1930 y principios de la de la década de 1940, pronto quedó obsoleto. El estilo del Cadillac de 1948 demostraría ser mucho más predictivo de las tendencias de la década de 1950 y aseguraría el lugar de GM a la vanguardia del diseño automotriz. La inspiración para las aletas provino del caza Lockheed P-38 Lightning, pero se extendió más allá de la guerra, durante la época en que los cohetes espaciales capturaron la imaginación popular en las décadas de 1950 y 1960. El estilo se popularizó en todo Detroit y finalmente llevó a la competencia entre Harley Earl y su rival de Chrysler, Virgil Exner, sobre el tamaño y la complejidad de las aletas traseras, culminando con las de los modelos Cadillac de 1959.

### Chevrolet Corvette

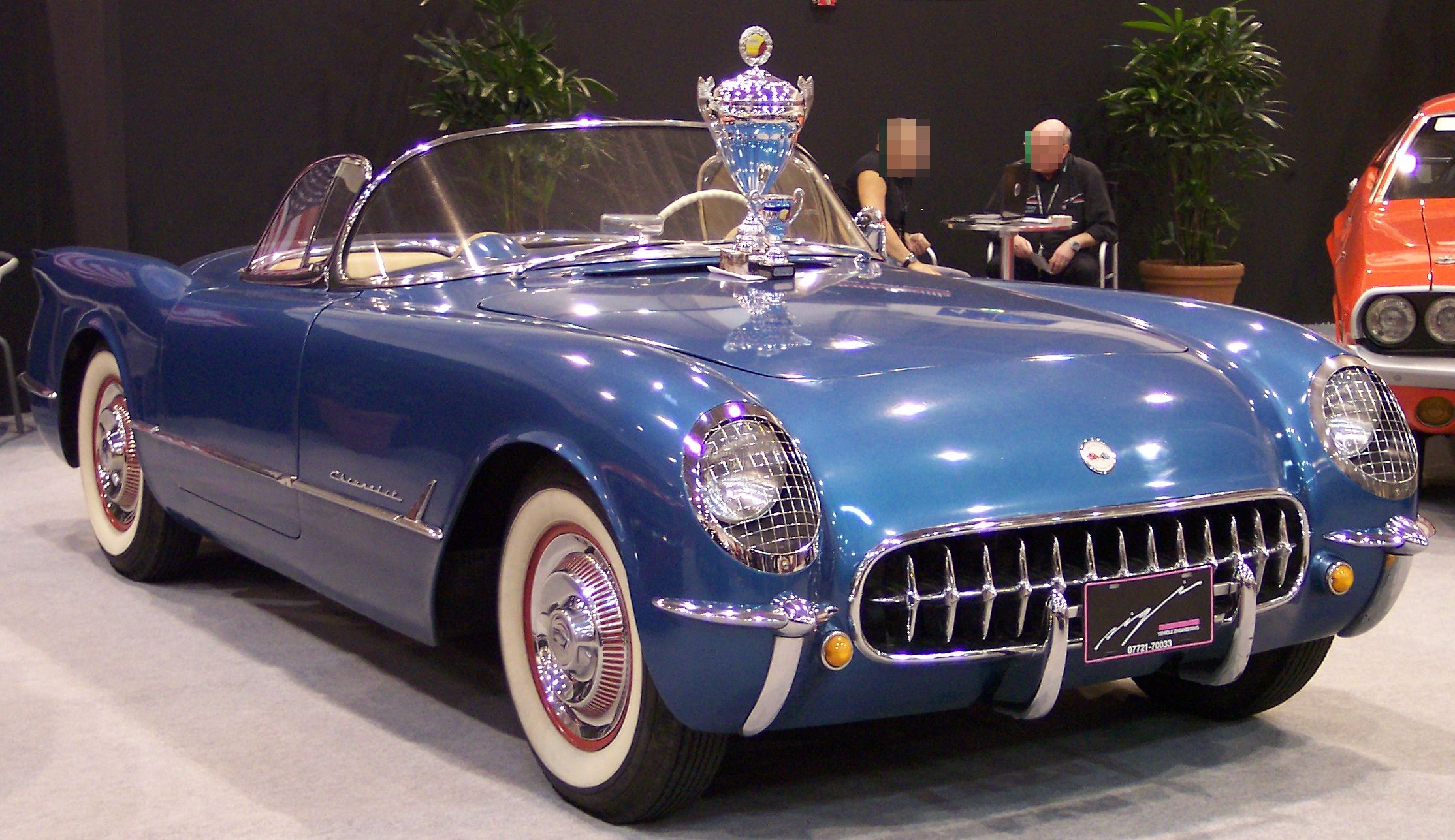
Chevrolet Corvette

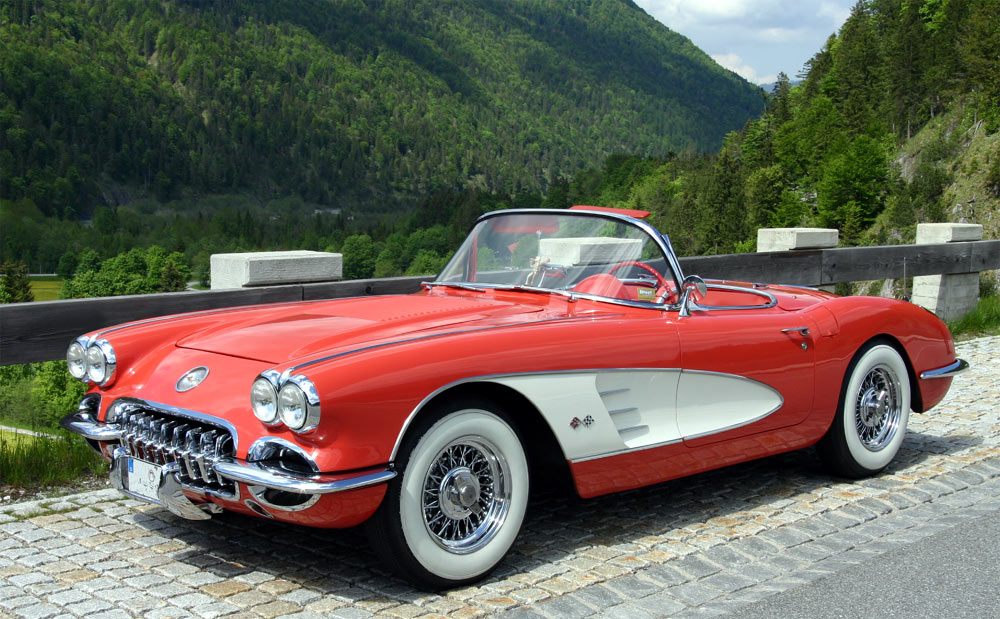
Corvette roadster de 1958

Influido por los coches deportivos ingleses y europeos que competían en los circuitos de velocidad después de la Segunda Guerra Mundial, Earl decidió que General Motors necesitaba fabricar un coche deportivo. El trabajo de diseño del "Proyecto Opel" comenzó como un proyecto secreto. Ofreció el proyecto al gerente general de Chevrolet, Ed Cole, quien lo aceptó sin dudarlo. El automóvil se presentó al público en 1953 como el Chevrolet Corvette.

### Sucesión
Earl se retiró en 1958 al alcanzar la edad de jubilación obligatoria de 65 años. Su proyecto final fue supervisar el diseño de los modelos de 1960-62. Bill Mitchell le sucedió como vicepresidente responsable del Departamento de Diseño y Estilismo, bajo cuyo liderazgo el diseño de GM se volvió menos ornamental.
Antes de que Earl se retirara, General Motors se convirtió en la corporación más grande del mundo y el diseño se reconoció como un factor de ventas clave dentro de la industria automotriz.